# Artiom Czebotariow
Artiom Czebotariow, ros.  Артём Николаевич Чеботарёв  (ur. 26 października 1988 w Saratowie) – rosyjski bokser, mistrz Europy.
Największym sukcesem zawodnika jest mistrzostwo Europy amatorów w 2010 roku w Moskwie w kategorii wagowej do 75 kg. Mistrz Rosji 2009.